# غلكاه (مقاطعة كلاردشت)
غلكاه (بالفارسية: گل‌کاه) هي قرية تقع في قسم بيرون‌بشم الريفي (مقاطعة كلاردشت) في إيران. يقدر عدد سكانها بـ 276 نسمة بحسب إحصاء 2016.